# Simon Gábor (politikus, 1964)
Simon Gábor (Sopron, 1964. június 15. –) a Magyar Szocialista Párt (MSZP) politikusa, országgyűlési képviselő. 2008-tól a Munkaügyi és Szociális Minisztérium államtitkára volt. 2004 és 2012 között a Magyar Szocialista Párt (MSZP) választmányának elnöke, majd 2014-ig a párt elnökhelyettese. Nős, felesége Horváth Tünde Márta. Korábbi és jelenlegi házasságából is van egy-egy gyereke.
Simon Gábor neve valótlan adatokat tartalmazó parlamenti vagyonnyilatkozat-botránya kapcsán vált hírhedtté 2014 februárjában.
Simon Gábort megrovásban részesítette a bíróság, mivel még 2008 és 2010 között munkaügyi államtitkárként olyan megbízási szerződéseket kötött, amelyekkel több százezer forintos kárt okozott a magyar államnak.

## Tanulmányai
Szombathelyen, a Berzsenyi Dániel Tanárképző Főiskolán szerzett történelem tanári és népművelő diplomát 1988-ban. 1995-1998 között a Budapesti Közgazdaságtudományi Egyetem - Századvég Politikai Iskola posztgraduális képzésén vett részt. Angolul beszél. 1988-tól a soproni Vas- és Villamosipari SZKI és Gimnázium tanára volt.

## Munkahelyei
1990-től 1997-ig az Új Kapcsolat Kulturális, Információs és Szervezési Egyesület titkára. 1995–1998 között a Zánkai Kht. Tanácsadó Testület elnöke volt. 1997-től az Egymásért Rehabilitációs, Szakképző és Foglalkoztató Program társadalmi kapcsolatokért felelős igazgatója 1999-ig. 1998–1999 között a Távmunka Koordinációs Kht. programigazgatója is volt. 1999-től a XVIII. kerületi önkormányzat tanácsadója. 1999-től saját tanácsadói vállalkozása van.
2002-től vezeti a kormány e-munka, távmunka stratégiáját megalkotó, javaslattevő tanácsadó testületét a Távmunka Tanácsot.

### Politikai tisztségek
A Baloldali Ifjúsági Társulás egyik alapítója, országos titkára, alelnöke, majd 1995 és 1997 között elnöke volt. 1994-től MSZP-tag. 1996-tól az Országos Választmány tagja, 2001-től a választmány elnökhelyettese, 2000-től a Baloldali Tömörülés Platform alelnöke, később vezetőségi tagja volt. 1998–2000 között az MSZP internetes honlapjának a főszerkesztője volt. 1998–2002 között az MSZP Budapesti Területi Szövetségének elnökségi tagja, majd 2002–2004 között, az Országos Választmány elnökévé történő választásáig alelnöke, 2004 októberétől pedig az Országos Választmány elnöke volt.
Az 1994. és 1998. évi országgyűlési választásokon képviselőjelölt. Első alkalommal 2002 áprilisában a fővárosi területi listáról szerzett mandátumot. Május közepétől a foglalkoztatási és munkaügyi, valamint az informatikai és távközlési állandó parlamenti bizottságokban dolgozott, továbbá több parlamenti eseti bizottságban vállalt feladatot. 2006-ban a főváros 26. egyéni választókerületének országgyűlési képviselőjévé választották.
2008 és 2010 között munkaügyi államtitkárként dolgozott. Az ebben az időszakban általa kötött megbízási szerződéssel kapcsolatban 2017-ben a Fővárosi Törvényszék bűnösnek mondta ki, mert hamis teljesítési igazolások aláírásával mintegy háromszázezer forintos kárt okozott.
2012-től az MSZP elnökhelyettese volt 2014 februárjáig, amikor lemondott minden párt- és állami tisztségéről, és felfüggesztette párttagságát is.

## Pénzügyi botránya
2013 augusztusában a pénzmosás elleni nemzetközi hálózat osztrák tagszervezete, majd a NAV Pénzmosás Elleni Információs Irodája ellenőrzést végzett, és így derült ki, hogy Simon közel 240 millió forint értékű valutát tart egy osztrák bankszámlán, ami nem szerepel a vagyonbevallásában, és ami ugyanahhoz a bankhoz tartozik, amelyik a kerületi kötvénykibocsátást is finanszírozta. Az osztrák pénzintézet megkeresésére Simon egy cég és egy budapesti ingatlan eladásával magyarázta a vagyona eredetét. A szervezetek értesítése alapján a Központi Nyomozó Főügyészség 2013. november 14-én nyomozást rendelt el az ügyben. Az esetet 2014. február 4-én a Magyar Nemzet hozta nyilvánosságra. A hírt Simon Gábor nem cáfolta. Az MSZP vezetésének kérésére felfüggesztette párttagságát és a pártban betöltött tisztségeit. Az Országgyűlés mentelmi bizottsága vagyonvizsgálati eljárást indított a képviselő ügyében. Február 6-án Simon Gábor közleményben jelentette be, hogy az MSZP-ben viselt összes tisztségéről lemond, és kilép a pártból, valamint visszalép képviselői jelöltségétől, és lemond parlamenti képviselői mandátumáról is. Azt is állította, hogy a személyéhez kötődő összeggel el tud számolni.
A Központi Nyomozó Főügyészség tájékoztatása szerint Simont 2014. március 10-én őrizetbe vették egy Welsz Tamás nevű személynél ezt megelőzően tartott házkutatás eredményei alapján. Welsz 2014. március 20-án meghalt egy rendőrautóban, amikor kihallgatásra vitték a Központi Nyomozó Főügyészségre.
Március 12-én Simont a Pesti Központi Kerületi Bíróság előzetes letartóztatásba helyezte, miután az ügyészség adócsalással, magánokirat-hamisítással, valamint felbujtóként elkövetett közokirat-hamisítással gyanúsította meg. A volt képviselő minden vádat tagadott, a közokirat-hamisítást pedig kifejezetten provokációnak tartotta. Április 1-én kiderült, hogy február 10-én Welsz nyitott számlát Simon adataival a Magnet Bankban, vagyis azután, hogy a botrány kirobbant. A számlán nagyjából 77 millió forintnyi eurót helyezett el Welsz egyik ismerőse, bizonyos K. József két nappal a számlanyitás után. Fáy Zsolt, a Magnet Bank elnöke szerint semmilyen szabálytalanságot nem követtek el a bank részéről.
2014 júniusában a Központi Nyomozó Főügyészség a korábbi nyomozás mellett különösen nagy vagyoni hátrányt okozó költségvetési csalás és pénzmosás bűntettének gyanújával külön nyomozást rendelt el, melyet a NAV Bűnügyi Főigazgatósága folytat le.
Simon Gábor 2014 novemberében a külföldi bankszámlákon tartott összegek után százmillió forintot meghaladó adóhátralékot fizetett be az államnak.
A Központi Nyomozó Főügyészség 2016. március 4-én különösen nagy vagyoni hátrányt okozó költségvetési csalás és más bűncselekmények miatt vádat emelt a politikus ellen és  letöltendő börtönbüntetés kiszabását indítványozta. 2022 tavaszán még mindig csak első fokon folyik a tárgyalás, immár a harmadik bíró vezetésével a bizonyítási eljárás folyik. Az ítélethirdetés idejét nem lehet tudni, de az nagy valószínűség szerint másodfokon fog folytatódni tovább, valamelyik fél fellebbezésével.